# Ondelette chapeau mexicain

Ondelette chapeau mexicain

En mathématiques et en analyse numérique, l'ondelette chapeau mexicain :{\displaystyle \psi (t)={2 \over {{\sqrt {3\sigma }}\pi ^{1 \over 4}}}\left(1-{t^{2} \over \sigma ^{2}}\right)e^{-t^{2} \over 2\sigma ^{2}}} est le négatif normalisé de la dérivée seconde d'une fonction gaussienne, c'est-à-dire à une normalisation près, la seconde fonction d'Hermite. C'est un cas particulier de la famille des ondelettes continues (ondelettes utilisées dans la transformée en ondelettes continue) connue sous le nom d'ondelettes hermitiennes. Elle est généralement dénommée "chapeau mexicain" aux États-Unis, car la forme de sa courbe rappelle un chapeau typique du Mexique, le "sombrero". Dans la nomenclature technique, cette fonction est connue sous le nom d'ondelettes de Ricker, souvent utilisée pour le traitement des données sismiques.
La généralisation à plusieurs dimensions de cette ondelette est appelée fonction laplacienne de Gauss. Dans la pratique, cette ondelette est parfois approchée par une différence de gaussiennes, car elle est séparable et permet donc de gagner un temps de calcul très important. L'échelle normalisée Laplacien (norme {\displaystyle L_{1}}) est fréquemment utilisée en tant que détecteur de blob et pour la sélection automatique d'échelle dans des applications de la vision par ordinateur, voir à ce sujet le laplacien de gaussienne et la théorie de l'espace d'échelle. L'ondelette chapeau mexicain peut également être approchée par des dérivés du Cardinal B-spline